# Choroš zimní
Choroš zimní (Polyporus brumalis) je nejedlá houba z čeledi chorošovitých hub. Navzdory svému názvu neroste v zimních měsících. Jedná se o dřevokaznou houbu, která od února do července parazituje na odumřelých kmenech listnatých stromů.

## Vzhled
Klobouk o průměru 2–10 cm je zbarven do okrově hnědé až šedavé barvy, někdy s olivovým nádechem. Střední část klobouku je nálevkovitého tvaru, v okolí je ploše rozložen. Okraje bývají ostré. Pokožku má jemně plstnatou až šupinatou. Rourky jsou smetanové barvy. Centrální válcovitý třeň o rozměrech v rozmezí 2 až 7 cm na výšku a 0,5–1,5 cm na šířku má hnědou barvu. Výtrusný prach je bílý.